# 52ª Brigata Garibaldi "Luigi Clerici"
La 52ª Brigata Garibaldi "Luigi Clerici" fu una brigata partigiana che operò lungo la sponda occidentale del lago di Como e lungo il confine svizzero adiacente.
Inizialmente era denominata Brigata Fronte Proletario, venne poi intitolata a Luigi Clerici, partigiano torturato e fucilato il 20 agosto 1944.
Insieme alla 40ª "Matteotti" e alla 55ª "Rosselli" costituiva la 1ª Divisione d'Assalto Garibaldi Lombardia (ex Fronte nord).
Il 27 aprile 1945 arrestò a Dongo Benito Mussolini e altri funzionari fascisti in fuga.

## Origine
Dopo l'8 settembre e in seguito allo sbandamento generale, sorsero spontanei nel comasco, per opera di sbandati, diversi gruppi di opposizione alla presenza tedesca e alla Repubblica Sociale Italiana: a Como, Cadorago, Lomazzo, Guanzate, Cantù. Particolarmente attivo in questa fase fu il gruppo del San Primo. In assenza però di una organizzazione unitaria, con i primi rastrellamenti, questi gruppi sparirono o rimasero inattivi.
Rimase intatto invece il gruppo di Guanzate, inizialmente detto del Lögh, che divenne poi il battaglione GAP "Nanetti" costituitosi per opera di Luigi Clerici, Elio Zampiero, Pietro Terzi, Renato Morandi con la collaborazione politica di Luigi Canali "Capitano Neri".

## Suddivisione
- Primo Battaglione Centro Lago "Vinicio Santi" (dal 9 ottobre 1944 Battaglione "Bordoli") 8 agosto 1944 Martino Casarotti "Arturo Roma"
  - Distaccamento "Ghinaglia": Capitano Vittorio Cattaneo "Mucett"
  - Distaccamento "Sozzi": Capitano Ugo Ricci, commissario politico Alfonso Lissi "Bianchi"
  - Distaccamento "Battocchio": Capitano Martino Caserotti "Arturo Roma", poi Guerino Morganti "Sassari" - Lenno - monte Galbiga
  - Distaccamento "Ferrero": Capitano Claudio Cavaliere "Modena" Commissario Politico Oreste Giussani "Rico"- Sala Comacina - monte Galbiga
  - Distaccamento "Borzi": Comandante Emilio Botta "capitano Fede" - Rezzonico
  - Distaccamento "Nuvoloni": Comandante Franco Monducci (“Costante”) - Bellagio - Valle del Perlo - Monte San Primo[2]
- Battaglione Alto Lago "Ghislanzoni"
  - Distaccamento "Puecher" (ex gruppo Rosa): Comandante Pier Luigi Bellini delle Stelle "Pedro", commissario politico Michele Moretti "Pietro Gatti" - Sorico - monte Berlinghera
  - Distaccamento "Magai": Comandante Ardente Piccaniglio - Gravedona
  - Distaccamento "Cravero" (ex gruppo Rulù): Comandante Erminio Dell'Era "Pierino" - Gravedona - valle di Livo
  - Distaccamento "Giaveno": Comandante Erminio Dell'Era "Pierino" - Domaso
  - Distaccamento "Mogni":
  - Squadra volante
  - Distaccamento "Gramsci": Comandante Andrea Arrigoni "Barba", commissario politico Giulio Paracchini "Gino" - Dongo valle Albano
- Battaglione di pianura "Nannetti" (ex distaccamento "Guido Brighi" e dal novembre 1944 Brigata "Pier Amato Perretta") Capitano Oreste Gementi "Riccardo"
  - Distaccamento "Tomazic": Comandante Giorgio Costa "Orazio" - monte Bisbino
  - Distaccamento "Caronti":
  - Distaccamento "Costa":
- Gruppo "Umberto Quaino": Comandante Giuseppe Selva "Falco"

## Persone legate alla Brigata
- Luigi Clerici "Giorgio"
- Enrico Caronti "Romolo" - Comandante e Commissario politico
- Luigi Canali "Capitano Neri" - Comandante, Capo di stato maggiore
- Giuseppina Tuissi "Gianna" - Staffetta
- Ugo Ricci - Comandante
- Pier Luigi Bellini delle Stelle "Pedro" - Comandante
- Alfonso Lissi "Lamberto" - Commissario politico
- Michele Moretti "Pietro Gatti" - Commissario politico
- Pietro Terzi "Francesco" - Ispettore
- Urbano Lazzaro "Bill" - Vice Commissario politico, arrestò Benito Mussolini a Dongo
- Giovanni Amelotti "Sardo" - Comandante
- Guerino Morganti "Sassari"
- Martino Casarotti "Arturo"
- Bruno Barilani "Miro"
- Guglielmo Cantoni "Sandrino Menefrego" - Guardiano di Mussolini
- Giuseppe Frangi "Lino": - Guardiano di Mussolini
- Luigi Cambiaghi "Zaccaria"
- Giorgio Paracchini "Pinela": quattordicenne, il più giovane partigiano d'Italia
- Primo Maffioli "Falco": arrestato, seviziato ed ucciso il 24 aprile 1945. Enrico Conti "Pildzuski", Giulio Paracchini "Gino" e Carlo Brenna "Giorgio" vengono uccisi nella medesima circostanza.
- Oreste Giussani "Rico" Commissario politico del distaccamento "Ferrero" Caduto in combattimento

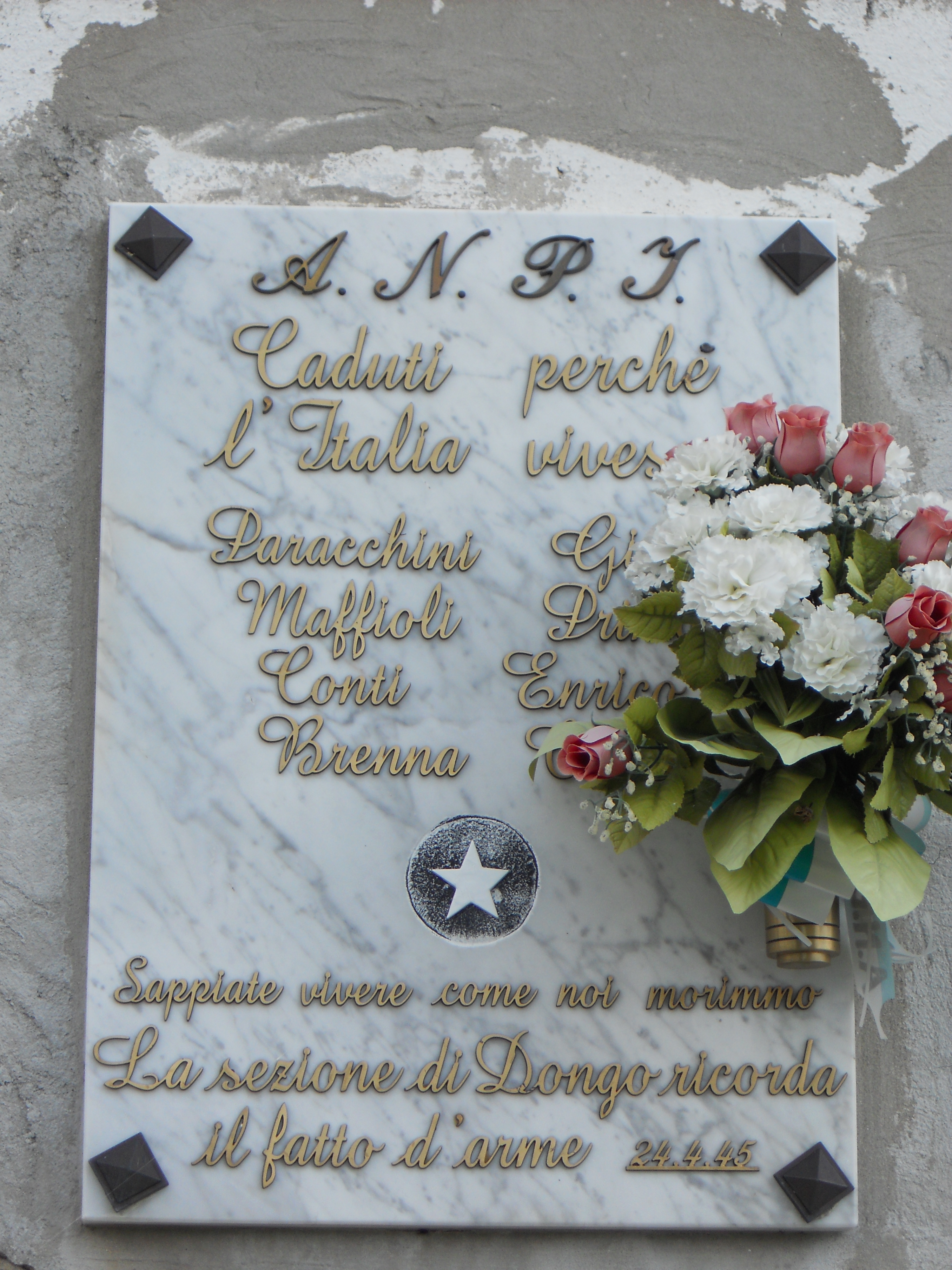
Lapide commemorativa l'uccisione di "Falco", "Pildzuski", "Gino" e "Giorgio"

## Onorificenze e riconoscimenti
Giulio Paracchini "Gino", tenente comandante distaccamento "Gramsci":
Medaglia d'oro dal comune di Sesto San Giovanni
Arrigoni Andrea Barba:
Paracchini Giorgio Natale Pinela:
Monducci Franco Francobollo: